# Cosmopterix scribaiella
Cosmopterix scribaiella là một loài bướm đêm thuộc họ Cosmopterigidae. Loài này có ở khắp châu Âu (ngoại trừ bán đảo Balkan) tới Nhật Bản.
Sải cánh khoảng 10 mm. Cá thể trưởng thành mọc cánh từ cuối tháng 6 tới tháng 10 miền tây châu Âu.
Ấu trùng ăn các loài Phragmites australis. Chúng ăn lá cây nơi chúng sống.

## Phân loài
- Cosmopterix scribaiella scribaiella
- Cosmopterix scribaiella japonica Kuroko, 1960 (Japan)